# Wittorf
Wittorf er en kommune i den nordvestlige del af Landkreis Lüneburg i den tyske delstat Niedersachsen, og er en del af Samtgemeinde Bardowick.

## Geografi
Wittorf ligger syd for Elben på Lüneburger Heide. Den ligger nord for Bardowick, øst for Handorf, vest og syd for Barum; Mod nord ligger også kommunen Marschacht i Landkreis Harburg. Floden Ilmenau løber gennem kommunen.